# 追憶のバルセロナ
『追憶のバルセロナ』（ついおくのバルセロナ）は、宝塚歌劇団雪組によって初演されたミュージカル作品。

## 公演データ

### 2002年・雪組
形式名は「C'BONミュージカルサロン ミュージカル・ロマン」。21場。
2002年5月24日から7月8日（新人公演：6月25日）に宝塚大劇場、同年8月16日から9月23日（新人公演：8月27日）に東京宝塚劇場で上演された。本公演における伴演作はグランド・ショー『ON THE 5th』 -ヴィレッジからハーレムまで-。
雪組主演男役絵麻緒ゆう、雪組主演娘役紺野まひる、専科の成瀬こうきの退団公演。

### 2019年・宙組
形式名は「ミュージカル・ロマン」。
全国ツアー（8月31日〜9月2日・大阪、5日・鳥取、7日〜8日・熊本、10日〜11日・宮崎、12日・大分、14日〜16日・福岡、18日・石川、19日・富山、21日〜23日・千葉）で公演。
併演作品はショー・アトラクト『NICE GUY!!−その男、Sによる法則−』。

## ストーリー
※宝塚100年史の宝塚大劇場公演参考。
18世紀から19世紀のスペイン。貴族の身分に生まれながら、一度は戦いに敗れ全てを失ったフランシスコが、再び立ち立ち上がる過程でジプシーの娘のイザベルとの新たな恋に巡り合い、祖国を守るという大きな目的を見出していくという物語。

## スタッフ

### スタッフ（2002年・雪組）
※氏名の後ろに「宝塚」、「東京」の文字がなければ両劇場共通。
- 作・演出：正塚晴彦[1]
- 作曲・編曲：高橋城[2]・宮原透[2]
- 編曲：小高根凡平（東京）[3]
- 音楽指揮：御﨑惠（宝塚）[2]、清川知己（東京）[3]
- 振付[2]：伊賀裕子・平沢智
- 装置：大橋泰弘[2]
- 衣装：任田幾英[2]
- 照明：勝柴次朗[2]
- 音響：切江勝[2]
- 小道具：伊集院徹也[2]
- 効果：宮廻みさよ[2]
- 仮面美術：清水千華[2]
- 演出助手：児玉明子[2]
- 音楽助手：青木朝子[2]
- 装置補：新宮有紀[2]
- 衣装補：河底美由紀[2]
- 舞台進行：森田智広（宝塚）[2]、赤坂英雄（東京）[3]
- 小道具補：石橋清利[2]
- 舞台美術製作：株式会社 宝塚舞台[2]
- 演奏：宝塚歌劇オーケストラ（宝塚）[2]
- 演奏コーティネート：新音楽協会（東京）[3]
- 制作：村上信夫[2]
- 特別協賛：株式会社 シーボン[2]
- 演出担当（新人公演）：児玉明子[1]

## 主要キャスト

### キャスト（2002年・雪組）
本公演
- フランシスコ・アウストリア：絵麻緒ゆう[2]
- イザベル：紺野まひる[2]
- アントニオ・ヒメネス：成瀬こうき（専科所属）[2]
- ロベルト：朝海ひかる[2]
- ジャン・クリストフ：貴城けい[2]
- イアーゴー：未沙のえる（専科所属）[2]
- アズナワール：飛鳥裕[2]
- レオポルド：美郷真也[2]
- フェイホオ：音月桂[2]
- セシリア：白羽ゆり[2]

新人公演
- フランシスコ：壮一帆[2]
- イザベル：白羽ゆり[2]
- アントニオ：天勢いづる[2]
- ロベルト：音月桂[2]
- ジャン・クリストフ：聖れい[2]
- イアーゴー：貴船尚[2]
- アズナワール：水純花音[2]
- レオポルド：玲有希[2]
- フェイホオ：凰稀かなめ[2]
- セシリア：麻樹ゆめみ[2]

### キャスト（2019年・宙組）
- フランシスコ・アウストリア：真風涼帆
- イザベル：星風まどか
- アントニオ・ヒメネス：芹香斗亜
- イアーゴー：寿つかさ
- テレサ／エスメラルダ：花音舞
- ルクレツィア／マリエッタ：綾瀬あきな
- ジャン・クリストフ：凛城きら
- アズナワール：星吹彩翔
- レオポルド：美月悠
- カーラ：桜音れい
- クレメンティナ：愛咲まりあ
- ロベルト：桜木みなと
- フィリップ：七生眞希
- フェイホオ：和希そら
- エンセナダ：秋音光
- ガブリエラ：里咲しぐれ
- オリバレス：秋奈るい
- ミゲル：留依蒔世
- アンジェリカ：遥羽らら
- モレノ：穂稀せり
- セシリア：華妃まいあ
- ロジェ：澄風なぎ
- ビアンカ：天瀬はつひ
- ロザリンド：天彩峰里
- アルバラード：琥南まこと
- フェルナンド：惟吹優羽
- アンジェロ：湖風珀
- ロベール：風色日向
- バトロ：琉稀みうさ
- グラシアン：真白悠希